# René Tirard
Pour les articles homonymes, voir Tirard.
René Tirard  (né le 25 juillet 1899 au Havre - mort le 12 août 1977 à Clichy) est un athlète français spécialiste du sprint.
Licencié au CASG Paris, il est membre de la délégation française qui participe aux Jeux olympiques de 1920 d'Anvers. Éliminé en quart de finale du 100 m et du 200 m, René Lorain remporte en fin de compétition la médaille d'argent du relais 4 × 100 mètres aux côtés de Émile Ali-Khan, René Lorain et René Mourlon. Avec le temps de 42 s 5, l'équipe de France termine à trois dixièmes de seconde des États-Unis.
Ses records personnels sont de 11 s 0 sur 100 m (1919) et 22 s 2 sur 200 m (1920).

## Palmarès
| Date | Compétition     | Lieu   | Résultat | Discipline |
| ---- | --------------- | ------ | -------- | ---------- |
| 1920 | Jeux olympiques | Anvers | 2e       | 4 × 100 m  |